# Hélène Hesters
Hélène Hesters (Gent, 3 januari 2005) is een Belgische baan- en wegwielrenster en rijdt sinds 2024 bij de opleidingsploeg van Liv AlUla Jayco.

## Carrière
Hesters was een turnster, maar is tijdens de coronapandemie, toen binnensporten niet meer mogelijk was, overgestapt naar wielrennen.
Hesters won in 2022 het Belgisch kampioenschap wegwielrennen, te Moorslede als 1e-jaars junior. Datzelfde jaar behaalde ze maar liefst 7 Belgische titels op de pistekampioenschappen voor juniors in Gent. Ook behaalde ze op de Europese pistekampioenschappen in Anadia, Portugal, zowel een bronzen medaille in de puntenkoers als in de ploegkoers met Febe Jooris. Hélène behaalde op het Europees Kampioenschap voor junioren en U23 te Anadia in 2023 twee keer de Europese trui in het omnium en afvalling.ook werd ze twee keer vice-Europees kampioen in de individuele achtervolging en ploegkoers naast de zijde van Laerke Expeels 

## Privé
Ze is de jongere zus van profwielrenner Jules Hesters.

## Palmares
| Jaar        | BK | EK                                                    | WK                                     | Overige |
| Als belofte | Als belofte                                                                                                 | Als belofte                                           | Als belofte                            | Als belofte |
| ----------- | --- | ----------------------------------------------------- | -------------------------------------- | --- |
| 2024        | | koppelkoers                                           |                                        | |
| Als elite   | |                                                       |                                        | |
| 2023        | januari · puntenkoers · achtervolging · afvalkoers · december · koppelkoers · achtervolging · 4e afvalkoers |                                                       | 13e koppelkoers                        | Gent: 6e afvalkoers 7e puntenkoers                                                                                |
| 2024        | |                                                       | 7e ploegenachtervolging 8e koppelkoers | Olympische Spelen: · 10e koppelkoers · Aigle: · koppelkoers · 4e afvalkoers · Gent: · afvalkoers · 8e puntenkoers |
| 2025        | achtervolging · 500m tijdrit                                                                                | afvalkoers · 7e ploegenachtervolging · 8e koppelkoers |                                        | |